# 주니어스 호

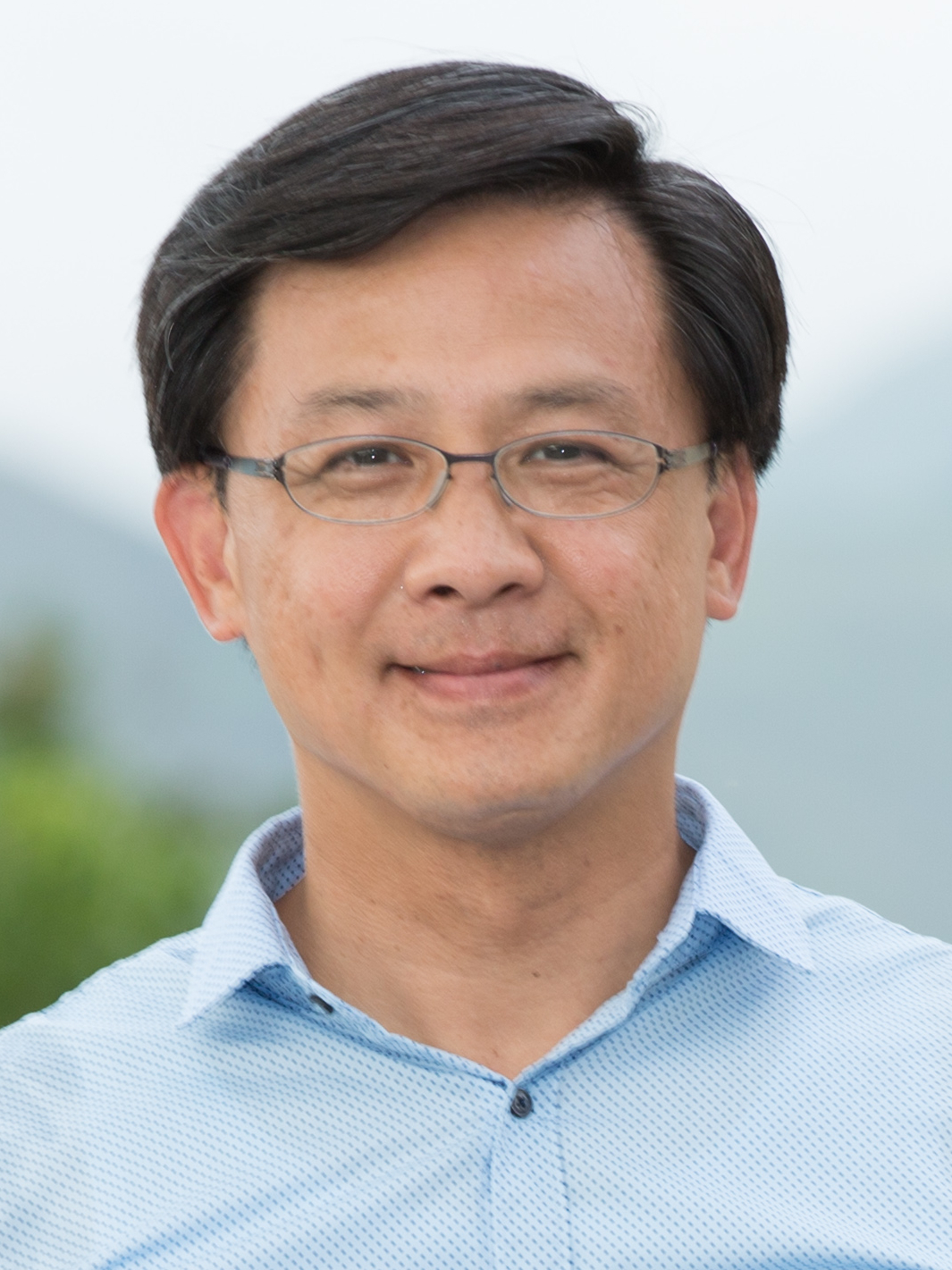
주니어스 호

주니어스 호(영어: Junius Ho, 광둥어 이름으로 관유호 (중국어: 何君堯, Kwan-yiu Ho), 1962년 6월 4일~)은 홍콩의 변호인이자 정치인이다. 홍콩율사회 (香港律師會) 회장과 튄문 향사위원회 의장을 지냈으며, 2015년 구의회 선거에서 튄문 구의회 의원으로 당선되었으나 2019년 낙선하였다. 홍콩의 대표적인 친중파 의원으로 꼽힌다.

## 생애

### 젊은 시절
주니어스 호는 마을 유지의 아들로 태어났다. 홍콩 튄문구의 옛 렁틴촌 (良田村)에서 태어나 자랐으며, 하카족 가문의 32대손이기도 하다. 이들 조상이 렁틴촌에 자리잡은 것은 일찍이 10세기의 일로 전해지고 있다.
1975년부터 1979년까지 퀸스 칼리지 홍콩을 다녔으며, 영국 유학을 떠나 첼머 고등교육소 (앵글리아 러스킨 대학교)에 입학, 1984년 법학 학사학위를 땄다. 같은해 홍콩대학 졸업자 프로그램에 합류하였으며 의무실습 과정을 수료하고 1986년 변호인 자격인증 (PCLL)을 취득하였다.

### 변호사 시절
자격증을 취득한 주니어스 호는 1988년 홍콩 내 변호사로 활동이 승인되었으며, 1995년과 1997년에는 각각 싱가포르와 잉글랜드-웨일스에서도 같은 자격을 승인받았다. 그러나 2017년 영국의 변호사 규제청 (Solicitors Regulation Authority)의 조사 결과 주니어스 호가 승인받았다고 주장한 영국 잉글랜드와 웨일스 내 활동이 승인되지 않았다는 보도가 나오면서 변호사 자격이 논란을 빚었다. 홍콩 로펌의 수석 파트너, 광저우 로펌 제1대리인으로 활동하였고, 주로 맡은 분야는 주주 분쟁과 가정 분쟁을 필두로 한 민사소송이었다. 2005년 6월 홍콩율사회 부회장이 되었으며, 2011년 5월에는 회장으로 선출되어 1년간 임기를 맡고 그 이후로는 이사회 회원으로 남았다.

2011년 주니어스 호는 모교인 앵글리아 러스킨 대학교에서 명예 법학박사 학위를 수여받았다. 당시 대학은 주니어스 호를 '뛰어난 대사'로 평했다. 하지만 2019년 윈롱역 습격 사태 이후 앵글리아 러스킨대에서 명예학위를 재검토해야 한다는 탄원서가 발족되었고, 대학교 측은 2019년 7월 25일 해당 탄원서의 서명인이 500명을 넘어섰음을 통지했다. 10월 26일 영국의 종신 상원의원이자 전 하원의원인 데이비드 앨튼은 앵글리아 러스킨대 부총장에게 보내는 편지에서 주니어스 호의 '여성혐오', '극단주의', '인종차별' 등의 행적을 언급하며 명예박사 학위를 취소해야 한다고 요청하였다. 결국 2019년 10월 28일 앵글리아 러스킨대는 자체 조사를 거쳐 주니어스 호의 명예학위를 박탈한다는 결정을 내렸다. 대학 측은 "호 씨가 명예학위를 받은 것이 더 큰 논란을 야기했다"는 성명을 내며 학위 취소 이유를 밝혔다.

### 정치 활동
2008년 홍콩 입법회 총선거에 후보로 처음 출마하였다. 당시 그는 공능계별 (직업군 의원) 중 법률계에 출마하여 공민당의 마거렛 응 후보와 맞붙었는데, 득표율 34%에 1,236표를 얻어 낙선하였다.
이후 2011년 튄문 향사위원회에서 다선 의장으로 영향력이 컸던 라우웡팟 향의국 국장을 누르고 향사위원회 의장으로 선출되었다. 그와 동시에 튄문구 구의회 내에서 직권의원으로 나서게 되었다. 2012년 9월 입법회 선거에서는 산가이사이 선거구에 후보로 출마해 10,805표를 얻고 득표율 2%로 낙선했다.
2015년 10월 렁춘잉 홍콩행정장관의 임명을 거쳐 링남 대학 이사회에 등극하였다. 당시 대학교 학생들은 대학 내 권력에 있어 정치적 개입을 우려하며 임명을 반대하는 시위를 벌였다. 같은해 2015년 구의회 선거에서는 민주당의 텃밭이었던 록저이 지역구에 출마, 앨버트 호 후보를 277표차로 누르고 가까쓰로 구의원으로 당선되었다. 당시 민주파의 표심은 민주당의 앨버트 호와 열혈공민의 정충타이로 분열된 상황이었다. 이후 2016년 입법회 총선거에서 산가이사이 지역구에 다시 출마하였다. 중국 정부의 홍콩 연락판공실로부터 후원받은 것으로 알려진 주니어스 호 후보는, 상대 후보였던 민주파의 자유당 소속 켄 초윙간 후보가 출마를 철회하는 데에 관여했다는 의혹을 받았다. 켄 후보는 자신이 호 후보와 지지자들로부터 협박을 받았다고 주장하였다. 이 선거에서 호 후보는 35,657표를 얻어 지역구 의원 9인 중 마지막 의석을 차지하게 되었다.
2017년 5월 민주파 성향의 변호인인 케빈 얌 (Kevin Yam)은 홍콩율사회 이사회 선거에서 주니어스 호를 뽑지 말자는 칼럼을 게시하였다. 이에 호 의원은 명예훼손 혐의로 케빈 얌을 기소하였으나, 결과적으로는 8,148표 중에서 572표만 확보하여 꼴찌를 기록, 재선에 실패하였다.
2019년 11월 6일 구의회 선거 준비를 위해 튄문에서 선거유세에 나섰다. 지지자들을 만나는 과정에서 한 남성이 칼 같은 물체로 호 의원을 찌르는 사태가 벌어졌다. 범인은 곧바로 제압되었고, 가슴에 출혈상을 입은 호 의원은 사건 직후 병원에 입원하였다.

## 논란

### 동성결혼 발언
주니어스 호는 동성애 관련 이슈에 대한 발언으로 여러 차례 논란을 일으켰다. 가장 최근인 2017년 4월 동성연애자 공무원의 정부 수당 소송과 관련해 주니어스 호는 동성결혼이 합법화된다면 수간과 근친상간도 받아들이게 될 것이라는 발언을 했다.
입법회 동료의원으로서 게이임을 공개적으로 밝힌 레이먼드 찬지췬 의원은 호 의원의 발언을 비난하며, 그런 생각을 진지하게 하는 사람은 전문의의 도움이 필요할 것이라고 맞받아쳤다. 홀든 자우 의원 역시 호 의원을 비판, 발언을 하는 데 있어 그렇게까지 자극적이어야 했느냐는 반응을 보였다. 유명 변호사 케빈 얌은 호 의원이 동성애와 수간을 결부시킨 것이 '저급한 방식의 동성애 혐오증'이라 비판하였으나, 호 의원은 자신의 발언이 맥락에서 벗어나 다뤄지고 있다면서 이러한 비판은 자신의 정치적 견해에 따른 개인적인 공격이라고 주장했다.
2017년 5월 호 의원은 동성연애자 공무원에게 결혼 수당을 주도록 한 판결이 '사회 혼돈'으로 이어질 수 있다면서 정부에 항소를 제기하는 탄원서에 서명하였다. 2018년 4월에는 브렌다 헤일과 베벌리 맥러클린이 동성애를 지지하는 것이 전통적인 '가족 가치'에 반한다면서, 이들의 홍콩 종심법원 임명에 반대표를 던진 유일한 입법회 의원이 되었다.

### 천안문 사태 추모 관련
2017년 6월 주니어스 호 의원은 지난 1989년 천안문 사태 희생자들을 추모하는 입법회 결의안에 찬성표를 던진 유일한 친중파 의원이 되었다. 그는 인민해방군의 탄압에 맞섰던 중국 학생들에 대해 공감을 표했다. 그러나 호 의원은 중화인민공화국 정부를 '냉혈한'으로 표현하는 민주파 의원들도 비판하였다. 이에 대해 에디 추는 호 의원의 입장이 불분명하고 이중적이라고 비판하면서, 1989년 당시 톰 브로코와의 인터뷰에서 천안문 사태 진압과정에서 사상자는 없었다고 밝힌 중국 정치인 위안무와 비교하였다.

### 집단폭행 사주 논란
2019년 홍콩 시위가 한창이던 2019년 7월 21일 윈롱구의 철도역 윈롱역에서 흰 옷을 입은 남자들이 시위를 마치고 집으로 돌아가던 민주파 시위대를 습격해 집단 폭행한 사건이 일어났는데 이 사건의 배후로 주니어스 호 의원이 지목되어 논란이 일었다. 홍콩 빈과일보의 보도에 따르면 호 의원은 윈롱역 부근에서 흰 옷을 입은 남자들과 만나 악수를 하면서 "이들이야말로 나에게는 영웅이다."라고 말한 것으로 전해졌다. 또한 빈과일보에 따르면 사건이 일어난 7월 21일 저녁 6시, 윈롱역에 흰 옷을 입은 사람들이 나타났고 9시 무렵에는 그 수가 천여명에 달했음에도 경찰은 출동하지 않았고 무차별 폭행이 10시 30분부터 시작되었음에도 경찰이 45분이 지나서야 출동한 것이 의심스럽다고 지적했다. 그리고 신고를 받고 경찰이 출동했지만 폭행 가담자들을 한명도 체포하지 않았고 그저 이들이 들고 있는 쇠몽둥이 몇개만 회수한 것으로 전해졌다. 윈롱구의 한 의원은 이 사건을 "이것은 분명히 경찰과 폭력배가 합작해서 저지른 사건이다"라고 규탄했고 현재 윈롱구 의회가 이 사건을 재조사하고 있다.

## 같이 보기
- 중국 국민주의
- 중앙인민정부 주홍콩연락판공실